# めぐる未来
『めぐる未来』（めぐるみらい）は、辻やもりによる日本の漫画作品。『週刊漫画TIMES』（芳文社）にて、2021年12月17日号から2023年6月16日号まで連載された。
2024年1月より、読売テレビの制作で日本テレビ系列にてテレビドラマが放送された。

## 登場人物
襷 未来（たすき みらい）

襷 めぐる（たすき めぐる）

干支 ゆりか（えと ゆりか）

朝間田 きしの（あさまだ きしの）

阿頼耶 清美（あらや きよみ）

日南 小夜（ひなみ さよ）

## 書誌情報
- 辻やもり 『めぐる未来』 芳文社〈芳文社コミックス〉、全5巻
  1. 2022年4月14日発売[5][6]、ISBN 978-4-8322-3912-8
  2. 2022年8月16日発売[6]、ISBN 978-4-8322-3938-8
  3. 2023年1月16日発売[6]、ISBN 978-4-8322-3965-4
  4. 2023年4月14日発売[6]、ISBN 978-4-8322-3987-6
  5. 2023年8月16日発売[6]、ISBN 978-4-8322-0321-1

## テレビドラマ
2024年1月18日から3月22日まで、読売テレビ製作・日本テレビ系の深夜ドラマ枠「木曜ドラマ」で放送された。主演は萩原利久。

### あらすじ（テレビドラマ）
静かで感情を内に秘めた夫・襷未来と、陽気で純真な妻・めぐる。彼らは幸せな結婚生活を送っていたが、未来には感情の起伏によって過去へと飛ばされる謎めいた病を抱える秘密があった。未来は母からの戒めを胸に、自らの感情を抑え続けてきた。そんな中、結婚記念日の前夜、未来のもとにボイスチェンジャーの声で「しんじゃうよ」と告げる不気味な電話がかかってくる。未来はただの悪戯と思いながらも、不安を感じる。そして翌日、結婚記念日の朝、めぐるが高所からの転落事故で亡くなったとの知らせが届く。未来は衝撃と共に、感情の波が押し寄せるのを感じる。自殺の疑いが浮上する中、未来は過去に戻る病に苦しむも、めぐるを救うため過去に戻り真実を解き明し、運命と向き合う決意をする。

### キャスト

#### 主要人物
襷未来（たすき みらい）〈25〉
演 - 萩原利久（幼少期：牛山陽太、少年期：齋藤優聖）
フリーのデザイナー兼イラストレーター。感情が昂ると過去に戻ってしまう病を発症する。なのでなるべく人と関わらずに生きるようにしている。カフェで知り合っためぐると結婚している。幼少期に父を交通事故で亡くしている。15歳の時に屋上から飛び降りようとした男性を助けている。
襷めぐる（たすき めぐる）〈30〉
演 - 早見あかり
未来の妻。藝談社「藝談界」編集部勤務。少し天然なところがあるが明るく前向きな性格。そろそろ子どもが欲しいと思っている。ココアが好き。

#### 藝談社「藝談界」編集部
干支ゆりか（えと ゆりか）〈32〉
演 - 大西礼芳
めぐるの同僚で友人。頼りがいがあり、めぐるの良き相談相手となっている。
四季村隆道（しきむら たかみち）〈35〉
演 - 時任勇気
営業担当。めぐるの先輩。めぐるを密かに慕っている。
阿頼耶清美（あらや きよみ）〈21〉
演 - 中井友望
めぐるの同僚の新入社員。大人しいが真面目な人物。めぐるに褒められたスノードロップの香水をつけている。
日南小夜（ひなみ さよ）〈27〉
演 - 香音
めぐるの同僚。めぐるの非常階段からの転落死の第一発見者。ロリータ・ファッションの不思議系。実は高校の時に両親を交通事故で失っており、家族がいない。
朝間田きしの（あさまだ きしの）〈25〉
演 - 太田駿静（OCTPATH）
めぐるの同僚のデザイナー。少し粗暴な印象がある芸術家肌の人物。大学時代、傷害で捕まったことがある。
玉響真紀（たまゆら まき）〈38〉
演 - 岩瀬顕子
副編集長。めぐるの上司。仕事ができる人物。
周防進太郎（すおう しんたろう）〈50〉
演 - 藤原光博（リットン調査団）
編集長。めぐるの上司。ゆりか曰く「めぐるのことが気に入っていて、めぐるを食事に誘ったことがある」とのこと。
編集部員
演 - 長谷場俊紀（役名：東雲）、天野莉世、武藤卓、立川ユカ子（役名：久遠）

#### 日暮警察署
時任まこと（ときとう まこと）〈50代〉
演 - 勝村政信
捜査一課のベテラン刑事。めぐるの事件を捜査している。
暦亘（こよみ わたる）〈26〉
演 - 田中偉登
捜査一課刑事。時任の相棒。

#### 周辺人物
襷育子（たすき いくこ）〈50代〉
演 - 佐伯日菜子
未来の母。夫と同じことにならないよう、未来に「絶対に過去に戻ってはいけない」と言い聞かせている。
襷正年（たすき まさとし）
演 - 内浦純一
未来の父。未来と同じ「過去に戻る病」があり、未来が小さい頃に育子と未来を救うために交通事故で死んでいる。
永代文夫
演 - 岩本淳
めぐるの父。
永代佳苗
演 - 広岡由里子
めぐるの母。

#### ゲスト

##### 第1話
配送員
演 - 福田周平（第2話）
藝談社に荷物を配達に来る配送員。
テレビキャスター
演 - 日下怜奈
未来らが自宅で見ているテレビ番組のキャスター。

##### 第2話
警察官
演 - 大野瑞生
日暮署の警察官。日暮署を訪ねてきた未来の、妻が殺されるという相談に乗るが、予定の時間に犯人らしき人物からの電話がかかってこなかったため困惑する。

##### 第4話
店長
演 - 宮澤翔（最終話）
めぐるが過去にアルバイトしていて、未来と知り合ったカフェの店長。めぐるは就職先が決まってバイトを辞めた、と未来に語る。

##### 第6話
鈴村和樹
演 - 山中アラタ（第1話・第8話 - 最終話）
マンションの屋上から飛び降り自殺しようとして15歳の未来に助けられる。助けられたあと、妻が自殺している。
管理人
演 - 山野海
小夜の住んでいたアパートの管理人。未来らに小夜の家族は既に亡くなっていると語る。

##### 第7話
管理人
演 - 水野透（リットン調査団）（第8話）
未来が15歳の時に鈴村の自殺を阻止したマンションの現在の管理人。5年前にここに来たので当時の事はわからないと語るが、その後当時のことを知っている住人の部屋へ未来を案内してくれる。
近所の住人
演 - 鎌田麻里名、山口麻衣加、国崎恵美
鈴村が自殺未遂したマンション付近の住人。未来に鈴村のことを聞かれるが、あのマンションに住んでいたことしか覚えていない、と語る。
田中
演 - 横内亜弓
鈴村がかつて自殺しようとしたマンションの住人。鈴村の自殺未遂後、鈴村の妻が夫を自殺に見せかけて殺そうとしたのではないかと警察から疑われたことや、鈴村が妻の自殺後、肺がんで亡くなったことを未来に語る。鈴村やその妻を「お父さん」「お母さん」と呼んでおり、そのことから鈴村家には子どもがいたのではないかと未来が気づく。
親子
演 - 山本圭将、斎藤友香莉、いちこ（共に第8話）
道端ではしゃいでいる家族3人連れ。

##### 第8話
古橋
演 - 平田敦子
鈴村亘が入所した「多摩こどもの家」園長。鈴村家の内情を時任に語る。
鈴村亘（すずむら わたる）
演 - 大山蓮斗（最終話）
和樹の息子。父から虐待を受けていて、両親の死後、16歳で施設に預けられる。その後、別の家庭に養子として引き取られる。
鈴村恵子
演 - 鈴木麻衣花（第9話・最終話）
和樹の妻。夫から日常的に暴力を受けていた。夫の自殺未遂後、自宅で首を吊って自殺している。

##### 第9話
駐車場管理員
演 - グッド良平。
駐車場の防犯カメラ映像を時任に見せる。
警察官
演 - 梶原颯
留置場で頭を壁に打ち付けている亘を止めようとする。
鈴村清美
演 - 本屋碧美（最終話）
和樹の娘。

##### 最終話
佐東
演 - アタック西本（ジェラードン）
未来がバイトする「石窯ピッツァ＆カフェ bamboo」店長。未来の恋心を応援している。
我図（わず）
演 - 水石亜飛夢
めぐるが学生時代住んでいたアパートの隣室住人。めぐるの失火が原因の火事でアパートが全焼し、トラウマで働けなくなったと金を無心している。
襷はるか
演 - 大迫鈴（乳児期：新海來泉）
未来とめぐるの娘。

### スタッフ
- 原作 - 辻やもり『めぐる未来』（芳文社、芳文社コミックス刊）[4]
- 脚本 - 井上テテ、高矢航志[4]
- 監督 - 久万真路、塩崎遵[4]
- 音楽 - 瀬川英史 [4]
- 主題歌 - OCTPATH「OCTAVE」（YOSHIMOTO UNIVERSAL TUNES.）[30]
- 医療監修 - 増田智成
- 警察監修 - 石坂隆昌
- スタントコーディネーター - 吉田浩之
- ロケ協力 - 小山町フィルムコミッション、小山町フィルムファクトリー、柏市、読売情報開発 ほか
- チーフプロデューサー - 前西和成[4]
- プロデューサー - 山本晃久、大沼知朗（吉本興業）、宇田川寧（ダブ）、田口雄介（ダブ）[4]
- 制作プロダクション - ダブ[4]
- 制作協力 - 吉本興業[4]
- 製作著作 - 読売テレビ[4]

### 放送日程
| 話数   | 放送日  | サブタイトル                            | 脚本     | 監督     |
| ------ | ------- | --------------------------------------- | -------- | -------- |
| 第一話 | 1月18日 | 愛する妻の転落死…封印が解かれた秘密の病 | 井上テテ | 久万真路 |
| 第二話 | 1月25日 | 忍び寄る殺意…過去を書換えた予期せぬ代償 | 井上テテ | 久万真路 |
| 第三話 | 2月01日 | 犯人からのプレゼント…絶望は終わらない   | 高矢航志 | 久万真路 |
| 第四話 | 2月08日 | 暴かれる殺意の真相…予期せぬ事件の結末   | 高矢航志 | 塩崎遵   |
| 第五話 | 2月15日 | 秘密の告白と妻の決意…私は私を殺させない | 高矢航志 | 塩崎遵   |
| 第六話 | 2月22日 | 真相編開幕!隠れた真犯人の正体を暴け!    | 井上テテ | 塩崎遵   |
| 第七話 | 2月29日 | 未来に事件の元凶が!過去に潜む真実とは?  | 井上テテ | 塩崎遵   |
| 第八話 | 3月07日 | 明かされる事件の真相!真犯人の正体とは?  | 高矢航志 | 久万真路 |
| 第九話 | 3月14日 | 隠された衝撃の真実!復讐はまだ終わらない | 井上テテ | 久万真路 |
| 最終話 | 3月22日 | 衝撃のラスト!すべてはここから始まった   | 井上テテ | 久万真路 |

- 最終話は前日放送の『FIFAワールドカップ26アジア2次予選  日本× 北朝鮮』中継（19時20分 - 21時24分）と『秘密のケンミンSHOW極&ダウンタウンDX超豪華合体スペシャル!』（21時30分 - 23時24分）に伴う特別編成の関係で30分繰り下げ、翌0時29分 - 1時24分に放送された。

| 読売テレビ製作・日本テレビ系列 木曜ドラマ                       | 読売テレビ製作・日本テレビ系列 木曜ドラマ | 読売テレビ製作・日本テレビ系列 木曜ドラマ         |
| 前番組                                                          | 番組名                                    | 次番組                                            |
| --------------------------------------------------------------- | ----------------------------------------- | ------------------------------------------------- |
| ブラックファミリア 〜新堂家の復讐〜 （2023年10月6日 - 12月7日） | めぐる未来 （2024年1月18日 - 3月22日）    | 約束 〜16年目の真実〜 （2024年4月11日 - 6月13日） |